# Blepharicera appalachiae
Blepharicera appalachiae är en tvåvingeart som beskrevs av Charles L. Hogue och Georgian 1986. Blepharicera appalachiae ingår i släktet Blepharicera och familjen Blephariceridae. Inga underarter finns listade i Catalogue of Life.